# As Long As You Love Me
As Long As You Love Me, är en ballad från 1997, skriven av Max Martin och producerad av Max Martin ihop med Kristian Lundin. Den framfördes av Backstreet Boys och var deras andra singel från dess andra album Backstreet's Back. 
På grund av ett misstag någonstans i produktionskedjan så var det en tidig mix som var inkluderad på skivan Backstreet's Back. Misstaget korrigerades och den slutgiltiga versionen är med på andra utgåvan av debutalbumet som släpptes i USA 1998. Detta misstag irriterade låtskrivaren och producenten Max Martin. Den tidiga versionen var den som i början kom att bli radioversionen och även den låt som videon först gjordes till, även om även detta senare korrigerades. Den har annorlunda instrumentering och mixning och en något annorlunda uppbyggnad, något mer lik den tidigare låten "Quit Playing Games (With My Heart)". Den tidiga versionen är 3:40 lång och den slutgiltiga versionen 3:34.
Den låg etta på Trackslistan och blev det årets fjärde största hit.
Musikvideon utspelade sig i en ateljé, där grabbarna blev fotograferade av fem tjejer, som sedan bytte plats med dem, plus kläder.

## Listplacering
| Lista (1997-1998)   | Topplacering |
| ------------------- | ------------ |
| Australien          | 2            |
| Belgien (Flandern)  | 4            |
| Belgien (Vallonien) | 7            |
| Finland             | 17           |
| Frankrike           | 19           |
| Nederländerna       | 5            |
| Norge               | 5            |
| Nya Zeeland         | 1            |
| Schweiz             | 4            |
| Sverige             | 4            |
| Österrike           | 2            |

### Fotnoter
1. ↑  ”Listplacering”. http://australian-charts.com/showitem.asp?interpret=Backstreet+Boys&titel=As+Long+As+You+Love+Me&cat=s. Läst 6 maj 2011.
2. ↑  ”Listplacering”. http://www.ultratop.be/fr/showitem.asp?interpret=Backstreet+Boys&titel=As+Long+As+You+Love+Me&cat=s. Läst 6 maj 2011.
3. ↑  ”As Long As You Love Me”. Ultratop. 26 februari 1997. http://www.ultratop.be/fr/song/dce/Backstreet-Boys-As-Long-As-You-Love-Me. Läst 6 maj 2011.
4. ↑  ”Listplacering”. http://finnishcharts.com/showitem.asp?interpret=Backstreet+Boys&titel=As+Long+As+You+Love+Me&cat=s. Läst 6 maj 2011.
5. ↑  ”Listplacering”. http://lescharts.com/showitem.asp?interpret=Backstreet+Boys&titel=As+Long+As+You+Love+Me&cat=s. Läst 6 maj 2011.
6. ↑  ”Listplacering”. http://dutchcharts.nl/showitem.asp?interpret=Backstreet+Boys&titel=As+Long+As+You+Love+Me&cat=s. Läst 6 maj 2011.
7. ↑  ”Listplacering”. http://norwegiancharts.com/showitem.asp?interpret=Backstreet+Boys&titel=As+Long+As+You+Love+Me&cat=s. Läst 6 maj 2011.
8. ↑  ”Listplacering”. Arkiverad från originalet den 24 november 2007. https://web.archive.org/web/20071124020410/http://charts.org.nz/showitem.asp?interpret=Backstreet%20Boys&titel=As%20Long%20As%20You%20Love%20Me&cat=s. Läst 6 maj 2011.
9. ↑  ”Listplacering”. http://hitparade.ch/showitem.asp?interpret=Backstreet+Boys&titel=As+Long+As+You+Love+Me&cat=s. Läst 6 maj 2011.
10. ↑  ”Listplacering”. http://swedishcharts.com/showitem.asp?interpret=Backstreet+Boys&titel=As+Long+As+You+Love+Me&cat=s. Läst 6 maj 2011.
11. ↑  ”Listplacering”. http://austriancharts.at/showitem.asp?interpret=Backstreet+Boys&titel=As+Long+As+You+Love+Me&cat=s. Läst 6 maj 2011.